# Jeffery Deaver
Pour les articles homonymes, voir Deaver.
Jeffery Deaver, né le 6 mai 1950 à Glen Ellyn, près de Chicago, est un écrivain américain de roman policier, connu notamment pour les enquêtes de son héros récurrent et tétraplégique Lincoln Rhyme.

## Biographie
Après des études de journalisme puis de droit, Jeffery Deaver devient chroniqueur judiciaire, avant d'intégrer un cabinet d'avocats de Wall Street. Il se lance ensuite dans l'écriture de romans policiers, puis décide d'en faire son métier vers 1990.
Son personnage le plus populaire est Lincoln Rhyme, un inspecteur devenu tétraplégique à la suite d'un accident lors d'une enquête. Il est accompagné d'Amelia Sachs qu'il rencontre dans Le Désosseur, premier roman de la série publié en 1997.
Après Sebastian Faulks et son roman Le diable l'emporte (2008), Deaver  est choisi par les héritiers de Ian Fleming pour écrire une aventure de James Bond, intitulée Carte blanche et publiée en mai 2011.
En 2021, Deaver reçoit, avec Charlaine Harris, un Grand Master Award de l'association Mystery Writers of America pour l’ensemble de son œuvre.

## Œuvre

### Romans indépendants
- New York City Blues ((en) Mistress of Justice, 1992)
- Sangs innocents ((en) The Lesson Of Her Death, 1993)
- Priez pour mourir ((en) Praying For Sleep, 1994)
- Dix-huit heures pour mourir ((en) A Maiden's Grave, 1995)
- Tir à l'aveugle ((en) The Devil's Teardrop, 1999)Lincoln Rhyme fait une apparition
- (en) Speaking In Tongues, 2000
- Meurtre.com ((en) The Blue Nowhere, 2001)
- Le Rectificateur ((en) Garden Of Beasts, 2004)
- Instinct de survie ((en) The Bodies Left Behind, 2008)
- Châtié par le feu ((en) An Acceptable Sacrifice, 2012)
- (en) The October List, 2013
- Vengeance impair et passe - Une enquête de l'agent Corte, Deux Terres, 2014 ((en) Edge, 2010)

### Trilogie Rune
1. Les Trottoirs de Manhattan ((en) Manhattan is My Beat, 1988)
2. Épitaphe pour une star du porno ((en) Death of A Blue Movie Star, 1990)
3. (en) Hard News, 1991

### Série John Pellam
1. (en) Shallow Graves, 1992
2. (en) Bloody River Blues, 1993
3. (en) Hell's Kitchen, 2001

### Série Lincoln Rhyme
1. Le Désosseur ((en) The Bone Collector, 1997)Adapté au cinéma dans Bone Collector avec Denzel Washington dans le rôle-titre
2. Le Valseur macabre ((en) The Coffin Dancer, 1998)
3. La Place du mort ((en) The Empty Chair, 2000)
4. Le Singe de pierre ((en) The Stone Monkey, 2002)
5. L'Homme qui disparaît ((en) The Vanished Man, 2003)
6. La Carte du pendu ((en) The Twelfth Card, 2005)
7. Clair de Lune ((en) The Cold Moon, 2006)Première apparition de Kathryn Dance
8. La Vitre brisée ((en) The Broken Window, 2008)
9. Lignes de feu ((en) The Burning Wire, 2010)
10. (en) The Kill Room, 2013
11. (en) The Skin Collector, 2014
  - Une proie pour l’art in Face à Face, Fleuve Noir, collection 12/21, 2020 (Face Off, 2014), Policier, Thriller, trad. Maxime Berrée  (ISBN 2265154709)Écrit avec John Sandford. Anthologie réunie par David Baldacci - 11 nouvelles rédigées par des équipes de deux à trois auteurs.
12. (en) The Steel Kiss, 2016
13. (en) The Burial Hour, 2017
14. (en) The Cutting Edge, 2018
15. (en) The Midnight Lock, 2021
16. (en) The Watchmaker's Hand, 2023

### Série Kathryn Dance
1. Clair de Lune, Les Deux Terres, 2008 ((en) The Cold Moon, 2006)
2. La Belle endormie, Les Deux Terres, 2009 ((en) The Sleeping Doll, 2007)
3. Des croix sur la route, Les Deux Terres, 2012 ((en) Roadside Crosses, 2009)
4. Le Harceleur, Les Deux Terres, 2015 ((en) XO, 2012)
5. Peur panique, Les Deux Terres, 2017 ((en) Solitude Creek, 2015)

### Série James Bond
- Carte blanche ((en) Carte Blanche, 2011)

### Série Colter Shaw
- (en) The Never Game, 2019
- (en) The Goodbye Man (2020)
- (en) The Final Twist (2021)
- (en) Hunting Time (2022)
- (en) South of Nowhere (2025)

### Série Sanchez et Heron
- Fatal Intrusion (2024) coécrit avec Isabella Maldonado
- (en) The Grave Artist (2025) coécrit avec Isabella Maldonado

### Recueils de nouvelles
- Transgression, Tome 4 ((en) A Confederacy of Crime, 2001)Deaver est l'auteur principal de ce livre comprenant plusieurs histoires
- Spirales infernales ((en) Twisted, 2003)Contient seize nouvelles, dont une avec Lincoln Rhyme
- (en) More Twisted, 2006Plusieurs nouvelles, dont une avec Lincoln Rhyme